# Le Cœur de silence
Le Cœur de silence (Heart of Hush) est un comics américain consacré à Batman. Réalisé par Paul Dini et Dustin Nguyen, il fut édité par DC Comics entre 2007 et 2009, dans les pages de Detective Comics.

## Synopsis
Batman est de nouveau menacé par Silence et Catwoman est victime de cette lutte.

## Personnages
- Batman
- James Gordon
- Zatanna
- Le Pingouin
- Catwoman
- Alfred Pennyworth
- Harley Quinn
- Le Joker
- Poison Ivy
- Tim Drake
- Dick Grayson
- Oracle

## Éditions

### Éditions américaines
- DC Comics, 2007 : première publication en anglais
  - Detective Comics #829 : Siege, part 1 (sc : Stuart Moore - ds : Andy Clarke)
  - Detective Comics #830 : Siege, part 2 (sc : Stuart Moore - ds : Andy Clarke)
  - Detective Comics #841 : The Wonderland Gang! (sc : Paul Dini - ds : Dustin Nguyen)
  - Detective Comics #842 : The Suit of Sorrows (sc : Peter Milligan - ds : Dustin Nguyen)
  - Detective Comics #843 : Opening Night! (sc : Paul Dini - ds : Dustin Nguyen)
  - Detective Comics #844 : Curtains (sc : Paul Dini - ds : Dustin Nguyen)
  - Detective Comics #845 : The Riddle Unanswered (sc : Paul Dini - ds : Dustin Nguyen)
  - Detective Comics #846 : Heart of Hush, part 1 : Firts Families of Gotham (sc : Paul Dini - ds : Dustin Nguyen)
  - Detective Comics #847 : Heart of Hush, part 2 : The Last Good Day (sc : Paul Dini - ds : Dustin Nguyen)
  - Detective Comics #848 : Heart of Hush, part 3 : Heartstrings (sc : Paul Dini - ds : Dustin Nguyen)
  - Detective Comics #849 : Heart of Hush, part 4 : Scars (sc : Paul Dini - ds : Dustin Nguyen)
  - Detective Comics #850 : Heart of Hush, part 5 : The Demon in the Mirror (sc : Paul Dini - ds : Dustin Nguyen)

### Éditions reliées françaises
- 2009 : Le Cœur de silence (Panini Comics, collection Big Books) : première édition française

- 2015 :  Paul Dini Présente Batman Tome 2  (Urban Comics, Collection : DC Signatures) : deuxième édition française (Contient : Detective Comics #841, 843-850, 852 + Batman #685 + DCU Infinite Halloween Special)  (ISBN 978-2-3657-7672-1)